# Lina Lehtovaara
Lina Lehtovaara, nata Långbacka (Kokkola, 23 giugno 1981), è un arbitro di calcio finlandese.
Svedese di Finlandia, è arbitro della Federcalcio finlandese dal 2002 ed è inserita nella FIFA International Referees List dal 2009. Ha diretto, tra l'altro, la finale della UEFA Women's Champions League 2021-2022, due partite dell'Europeo femminile di Inghilterra 2022 e una nel Mondiale di Australia e Nuova Zelanda 2023.

## Biografia
Originaria di Kokkola, nell'Ostrobotnia Centrale, vive con il marito a Pargas, nella regione meridionale del Varsinais-Suomi, dove lavora come insegnante, conseguendo nel frattempo un Master in Educazione.
È sorella maggiore dell'ex calciatore Gustav Långbacka, che nel ruolo di portiere ha giocato in Veikkausliiga, livello di vertice del campionato finlandese.

## Carriera
Ha iniziato la propria carriera nel 1998 quando, ancora diciassettenne, decise di accompagnare il fratello minore a un corso per arbitraggio di calcio, al quale poi decise di iscriversi.
Dopo il primo periodo dove arbitra incontri di serie giovanili, nel 2002 inizia a dirigere incontri di Kolmonen, quarto livello, del campionato finlandese, per passare l'anno successivo come assistente arbitrale in Naisten SM-sarja, denominazione dell'allora livello di vertice del campionato nazionale femminile. Dopo altri due anni d'attività, nel 2009 ottiene l'abilitazione FIFA a dirigere incontri internazionali.
Nel 2010 è tra gli arbitri selezionati dalla UEFA per dirigere gli incontri di qualificazione all'Europeo femminile Under-17 del 2011, esordendo il 5 ottobre nella vittoria della Francia su Israele per 9-0, arbitrando l'anno successivo in una fase finale di un torneo UEFA, l'Europeo Under-19 di Italia 2011. 
Nel 2012 inizia ad arbitrare incontri di nazionali maggiori, esordendo nella partita del 19 settembre, conclusa a reti inviolate tra Grecia  e Italia valida per la fase a gironi, gruppo 1, di qualificazione all'Europeo di Svezia 2013. Nel 2013 ha arbitrato partite valide per la fase élite di qualificazione all'Europeo di Galles 2013 Under-19, mentre un anno più tardi torna a dirigere due incontri di nazionali maggiori durante la Cyprus Cup 2014.
Nel frattempo, dall'edizione 2013-2014, inizia ad arbitrare partite di UEFA Women's Champions League. Negli anni successivi ha arbitrato varie partite nelle fasi di qualificazione a Mondiali ed Europei femminili.
Il 21 maggio 2022 viene scelta per dirigere la finale di UEFA Women's Champions League 2021-2022 tra le campionesse in carica del Barcellona e l'Olympique Lione, con le francesi che si aggiudicano il trofeo per l'ottava volta nella loro storia, battendo in finale per 3-1 le avversarie spagnole.